# 志賀インターチェンジ
志賀インターチェンジ（しがインターチェンジ）は、滋賀県大津市荒川にある国道161号琵琶湖西縦貫道路（湖西道路）終点のインターチェンジ。これより先は、同縦貫道路の志賀バイパスとなる。

## 道路
- 国道161号（湖西道路・志賀バイパス） ※琵琶湖西縦貫道路の一部を成す。

## 接続道路
- 滋賀県道345号志賀インター線

## 周辺
- JR西日本湖西線志賀駅
- 大津市木戸市民センター
- 大津市立木戸小学校
- 大津市立志賀北幼稚園
- 歓喜寺遺跡

## 隣
琵琶湖西縦貫道路（志賀バイパス）
比良ランプ - 志賀IC
琵琶湖西縦貫道路（湖西道路）
志賀IC - 和迩IC